# El Teniente

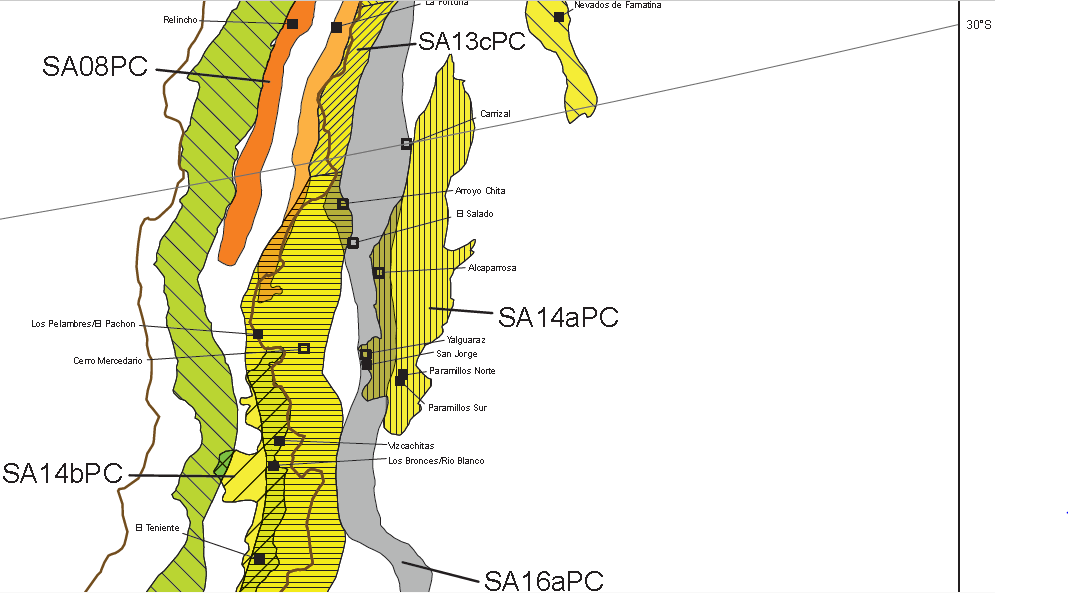
Locatie kopermijn El Teniete (helemaal onderaan)

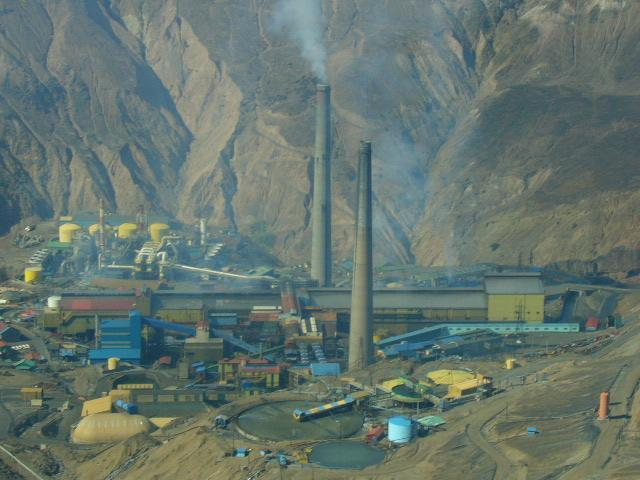
Koperfabriek

El Teniente is een van de grootste kopermijnen ter wereld en wordt beheerd door het Chileense staatsbedrijf Codelco. De mijn ligt op 2300 meter boven zeeniveau op 75 kilometer ten zuidoosten van de Chileense hoofdstad Santiago. De gesloten mijn ligt bij de plaats Sewell in de provincie Cachapoal.
Vroege Spaanse kolonisten wonnen hier tot de 18e eeuw al koper, voornamelijk voor de productie van wapens. De activiteiten namen hierna af, tot 1860 stond de mijn bekend als Fortuna maar later kwam de naam El Teniente meer in gebruik. In 1897 vroegen de eigenaren, Enrique Concha y Toro en Carlos Irarr·zaval, de Italiaanse ingenieur, Marco Chiapponi om het mijngebied in kaart te brengen. Chiapponi kende de Amerikaan William Braden, en vroeg hem in 1903 naar zijn onderzoeksresultaten te kijken. Braden kwam in 1904 in Chili aan en ging meteen aan het werk. Samen met zijn collega's E.W. Nash, Barton Sewell, en nog enkele andere partners, richtte hij de Braden Copper Company op. Hij liet een weg en spoorweg aanleggen en ook een fabriek bouwen om het erts te verrijken. De fabriek verhoogde het kopergehalte in het erts en kwam in 1905 in gebruik. De fabrieken en installaties werden in de directe nabijheid van mijn gebouwd in Sewell. Door financiële problemen kreeg de Amerikaanse Guggenheim familie in 1909 een belangrijke stem in het beheer van de mijn door geld in de organisatie te steken. De Guggenheims hadden in die tijd al grote belangen in de winning van salpeter in het noorden van het land. In 1915 werd de Braden Copper Company een onderdeel van de Kennecott Copper Corporation.
De locatie van de mijn in de hoge bergen was gevaarlijk. Het lag geïsoleerd en lawines van sneeuw en rotsen waren geen uitzondering. In 1911 stortte een trein van de brug waarbij 11 medewerkers om het leven kwamen. De grootste tragedie was een mijnbrand in 1945. De mijnwerkers werden ingesloten door het vuur en 355 mensen kwamen door verstikking om het leven.
Aan het begin van de jaren vijftig produceerde de Braden Copper Company zo'n 118.500 ton koper en dit had een waarde van ruim 80 miljoen dollar. Chili was na de Verenigde Staten de grootste producent van koper wereldwijd met een aandeel van 13%. El Teniente leverde hiervan ruim een derde en de mijn had een aandeel van 4,8% in de globale koperproductie.
In 1967 kocht de Chileense regering een belang van 20% in de mijn en richtte Sociedad Minera El Teniente op. Er werd geïnvesteerd in een nieuwe fabriek en de capaciteit werd verhoogd. Op 11 juli 1976, tijdens de regeerperiode van Salvador Allende, werden de koperactiviteiten in het land genationaliseerd. Hij richtte Corporación Nacional del Cobre de Chile op en El Teniente werd hier een onderdeel van.
De kopermijn is de grootste van Codelco. In 2015 werd hier 470.000 ton koper gewonnen en werkten er 4.750 mensen op 31 december 2015. De ertsgroeve is sinds de opening in 1905 enorm gegroeid, in de bergen liggen tunnels met een totale lengte van 3000 kilometer en 1500 kilometer aan wegen. Codelco geeft een groot investeringsprogramma afgerond ter waarde van US$ 4,5 miljard. Door de investering is dieper gelegen erts bereikbaar geworden. De reserves zijn met 2 miljoen ton verhoogd en daarmee kan de mijn nog 50 jaar in productie blijven.